# 賄賂 (1949年の映画)
『賄賂』（わいろ、The Bribe）は、1949年に公開されたアメリカ合衆国の映画。監督はロバート・Z・レナード。フレデリック・ネーベルの小説を基にしてマルグリート・ロバーツが脚本を執筆した。出演者はロバート・テイラー、エヴァ・ガードナー、 チャールズ・ロートン、ヴィンセント・プライスなど。

## キャスト
※括弧内は日本語吹替（初回放送1967年6月4日『日曜洋画劇場』）
- リッグビー刑事：ロバート・テイラー（天田俊明）
- エリザベス：エヴァ・ガードナー（翠準子）
- ビーラー：チャールズ・ロートン
- カーウッド：ヴィンセント・プライス
- タグウェル：ジョン・ホディアク（寺島幹夫）
- ウォーレン：サミュエル・S・ハインズ
- ギブス：ジョン・ホイト